# Deportivo Alavés
Deportivo Alavés, S.A.D. španjolski je nogometni klub iz grada Vitoria-Gasteiz, Álava, Baskija. Trenutačno se natječe u La Ligi. Domaće utakmice igra na Mendizorrotzi.

## Klupski uspjesi

### Domaći uspjesi
- Copa del Rey

Finalist: 2016./17.
- Segunda División

Prvak (4): 1929./30., 1953./54., 1997./98., 2015./16.
- Segunda División B

Prvak (4): 1992./93., 1993./94., 1994./95., 2012./13.
- Copa Federación de España

Osvajač (1): 1945./46.
- Tercera División

Prvak (6):  1940./41., 1960./61., 1964./65., 1967./68., 1973./74., 1989./90.

### Europski uspjesi
- Kup UEFA

Finalist: 2000./01.

## Vanjske poveznice
- Službena web-stranica